# Козелл-Поклевский, Иван Иванович
Иван Иванович Покле́вский-Ко́зелл (бел. Ян Ко́зел-Пакле́ўскі; польск. Jan Koziełł-Poklewski; позывные Scala, Jakub, Хлебович; 1837, Большой Сервечь, Минская губ. — 07.05.1896, Бобруйск) — командующий 3-м корпусом повстанческих войск (1863—1864), называемый полковником, комендант Варшавы. Председатель Литовского провинциального комитета. Русский инженер и строитель.

## Биография
Родился в деревне Большой Сервечь (ныне Вилейский район, Минская область, Республика Беларусь) в семье либерального помещика Яна Наполеона Козелл-Поклевского и Юзефы Таленсдорф. Отец владел имениями Большой Сервечь, Жар и Харак, несколькими гостевыми домами в Вильно, являлся почетным куратором гимназий Минской губернии. У Яна было 4 брата: Винцент, Зенон, Иосиф (Юзеф) и Михаил.
В 1852 году поступил в Школу гвардейских подпрапорщиков и кавалерийских юнкеров в Санкт-Петербурге, которую окончил в 1856 году. Был зачислен в Гатчинский лейб-гвардии полк.
Затем учился в Николаевской инженерной академии, которую окончил с золотой медалью. Во время учёбы познакомился с радикальными активистами: Ярославом Домбровским и Сигизмундом Сераковским. По окончании академии был назначен репетитором военных наук в Школе гвардейских подпрапорщиков и кавалерийских юнкеров.
В 1859 году уволился с военной службы в чине поручика и переехал в Париж, где продолжил учёбу на инженерном факультете Высшей военной школы. В Париже познакомился с Людвиком Мирославским.

## Восстание
В 1861 году приезжает в Минск и вливается в «Комитет Движения» по подготовке восстания (позднее — Литовский провинциальный комитет).
В последующем был вызван руководителями подполья в Вильно вместо Л. Звеждовского, который был переведён по службе в Москву. Являлся ближайшим соратником К. Калиновского.
Посещал Москву, контактировал с тайными военными обществами.
После начала восстания был отправлен в Санкт-Петербург за денежными средствами и штабными картами. С апреля 1863 года находился в Варшаве, где был референтом военного отдела Центрального национального комитета. С июня 1863 года — военный комендант Варшавы. В августе «полковника Скалу» назначили военным начальником Августовского уезда Гродненской губернии. С 15 декабря 1863 года командующий III корпусом повстанческой армии.
Для закупки оружия выехал в Бельгию, где приобрел 3000 карабинов. В то же время повстанцы прекратили свою деятельность в доверенном ему регионе.

## В эмиграции
В апреле 1864 года отправился в Дрезден, затем в Париж. В конце 1864 года французское правительство предложило Поклевскому-Козеллу организовать и возглавить группу саперов для строительства Панамского канала. Однако это предложение не было реализовано. С 1865 года работал инженером в Ла-Рошели.
Во время франко-прусской войны 1870—1871 годов командовал бригадой пехоты, сформированной в Вандее. Позднее был помощником начальником штаба 24-го корпуса. После поражения Франции в войне оказался в Марселе, где познакомился с российским консулом. Поклевский-Козелл договорился с консулом издавать журнал для пропаганды панславянских идей при наличии финансирования из России. В кругах польской эмиграции это было воспринято как предательство идей демократии.
Поклевский-Козелл решил вернуться на Родину и просить российский паспорт.

## Ссылка и дальнейшая деятельность
После приезда в Царство Польское в январе 1872 года, несмотря на обещания российских властей, был арестован. Во время следствия предстал перед комиссией, где дал развернутые показания и клятву верности. Был отправлен в ссылку в Туркестанский край и зачислен в рядовые казаки Семиреченского казачьего войска.
В 1872—1885 годах вместе с семьей пребывал в ссылке в г. Верный (совр. Алматы). По прибытии был замечен губернатором Колпаковским, переведён в урядники и работал как инженер для исполнения поручений по строительной части. В полной мере раскрыл свой талант инженера. Произвёл изыскания и составил проект строительства дороги из Верного через Кастек к Бишкеку. Составил проект и руководил строительством архиерейского дома в Верном, строил в Верном Гостиный двор, церкви, казённые здания, тюрьму, кирпичный завод; брал заказы на строительство всевозможных городских сооружений и домов для состоятельных граждан. Организовал каменотёсную и камнерезную мастерскую, наладил добычу и обработку мрамора и обжиг известняка в Каскеленском ущелье. Производил опоры для телеграфных столбов. Возводил арыки и мостики через них (один из арыков существует по сей день на улице Абая). Создание им искусственного пруда в собственной усадьбе вдохновило городские власти на строительство большого пруда в Казённом саду (он существует до сих пор в парке им. Горького). Руководил строительством мостов на реках Чу, Талгар, Аягуз. Составил проект строительства Бишкека и сам производил разбивку городских кварталов.
Перешёл на гражданскую службу, в Кульдже (до передачи Илийского края Китаю) заведовал строительной частью, организовал там механическую мастерскую, добычу угля и производство кокса. Поклевский-Козелл считается основателем г. Джаркента (совр. Жаркент), построил Султан-Бендскую плотину.
Стоял у истоков налаживания регулярного судоходства на реке Или. В 1885 году Поклевский-Козелл издал брошюру «Новый торговый путь от Иртыша в Верный и Кульджу и исследование реки Или на пароходе „Колпаковский“», где предлагал фантастический проект судоходства, используя в качестве каналов реки Аягуз, Чар и другие, с питанием их водой из Иртыша.
В 1885 году переехал в Закаспийскую область. Работал главным инженером — ирригатором Мургабского имения великого князя Николая Константиновича, которое располагалось на территории Закаспийской области Туркестанского генерал-губернаторства, на реке Мургаб.
В его честь одна из улиц города Алматы названа улицей Поклевского (до 1998 — улица Гагарина), которую местные жители называют на свой лад: «Паклиевского».

## Печатные труды
- Новый торговый путь от Иртыша в Верный и Кульджу и исследование реки Или на пароходе "Колпаковский". — СПб.: Тип. и лит. Д. И. Шеметкина, 1885. — 38 с.
- Пояснительная записка к Проекту восстановления водослива Султан-Бента для орошения Мервского оазиса. — СПб.: Тип. бр. Пантелеевых, 1886. — 17 с.
- Методы устройства фундаментов на болотах и плывучих песках : Докл. И. И. Поклевского-Козелл в заседании 3 (Строит.) отд. Рус. техн. о-ва 1-го дек. 1895 г.. — СПб.: Тип. Имп. Акад. наук, 1896. — 25 с.